# Santuario de Nuestra Señora de Coromoto
El Santuario de Nuestra Señora de Coromoto, también conocida coloquialmente como la Iglesia de La Coromoto, es un templo católico localizado en la parroquia El Paraíso de Caracas, Venezuela. Por su diseño y ornamentación exterior e interior, es uno de los edificios más llamativos de la parroquia. Fue construida por Urbano de Manchobas y consagrada en 1961.

## Historia
La construcción de este templo fue inspirada por la Congregación del Santísimo Redentor, quienes años atrás también habían promocionado la edificación de la Iglesia de Nuestra Señora del Perpetuo Socorro en el sector de Pagüita. A finales de los años 1940 buscaron el apoyo del sector privado. El proyecto fue financiado por las casas de los Redentoristas dentro y fuera del país, así como los habitantes de El Paraíso. Para su realización, se comisionó al arquitecto de origen vasco Urbano de Manchobas.
Los movimientos de tierra comenzaron en 1949. Sin embargo, el primer pilote sería instalado el 6 de junio de 1952, en un acto presidido por el obispo Rafael Arias Blanco.
El santuario fue inaugurado y consagrado el 23 de mayo de 1961, por parte del Arzobispo y Cardenal José Humberto Quintero.

## Características
La estructura del santuario se apoya en 208 pilotes de concreto armado, hundidos a una profundidad de 18 m, y consta de dos estructuras principales: una cripta y el templo propiamente dicho, a 1,50 metros sobre el nivel de la calle.
La cripta tiene una superficie de 1.242 m² (54 m de largo por 23 m de ancho). Posee una nave central y dos laterales. Su acondicionamiento estuvo a cargo de la empresa Consternini. En la actualidad funciona como un gran salón de reuniones y conferencias. Las secciones más pequeñas son destinadas para catequesis y cursos de promoción.
El santuario superficial, apoyado sobre la cripta, posee un área de 1.000 m² (50 m x 20 m). Está compuesta por una nave central y dos laterales en las que se sitúan nueve altares para diversos santos y advocaciones marianas. El coro se ubica sobre las naves laterales a modo de tribuna perimetral de nave central. Sobre la entrada principal se ubica un órgano de doble teclado, el cual fue fabricado en Italia. Posee además dos torres gemelas de 45 m de altura, que también funcionan como campanarios. Las dos campanas fueron fundidas en Alemania.
El crucero está rematado por una cúpula apuntada con linterna. Dicha cúpula está revestida con cerámicas donadas por la Universidad Central de Venezuela, como material excedente de la construcción de la Ciudad Universitaria. Los colores amarillo, azul y rojo visibles desde las afueras evocan los de la bandera venezolana.

## Obras de arte
El santuario es también conocido por sus obra artística interna, destacando especialmente los vitrales ubicados en los principales cuerpos del templo. El vitral detrás del ábside representa una alegoría de la designación de la Virgen de Coromoto como santa patrona de Venezuela: los doce obispos del país se apresan a realizar dicha designación, mientras que el papa Pío XII les da su bendición. A ambos lados se representan los diversos estratos sociales del país: al lado derecho, los pobres y ancianos pidiendo su protección, mientras que a la izquierda los jóvenes, profesionales y militares están en actitud de agradecimiento.
Los vitrales en ambos extremos del transepto representan escenas de la leyenda coromotana, en concreto la aparición de la Virgen al cacique Coromoto en el arroyo, y su segunda aparición en la choza a la tribu de los cospes. Los ocho vitrales que se encuentran en los muros exteriores, cuatro a cada lado, representan a las advocaciones marianas de estados y ciudades del país. En el muro izquierdo, las Vírgenes de la Paz (Trujillo), de El Espejo (Mérida), del Socorro (Valencia), y de los Techos Rojos (Caracas). En el muro derecho, las Vírgenes de la Consolación de Táriba (Táchira), del Valle (Nueva Esparta), de Chiquinquirá (Zulia), y la Divina Pastora (Lara). En la fachada principal se encuentra un vitral de mayores dimensiones que los otros aunque de menor calidad artística, representando la resurrección de Jesús. Los vitrales del interior fueron hechos en Venezuela por inmigrantes españoles formados en la Casa Maumejean, pero el de la facha principal fue hecho en la Casa Velasco de Cali, Colombia.
Este último vitral enmarca una catenaria invertida que contiene dentro de sí una escultura de la Virgen. Sobre el borde superior del frontón se encuentra una estatua de Alfonso María de Ligorio, santo patrón de los Redentoristas, obra del escultor español Antonio Rodríguez del Villar.